# Talant Dujsjebajev
Talant Dujsjebajev (født 2. juni 1968 i Bishkek, Sovjetunionen), alternativt Talant Dujshebaev, er en spansk håndboldspiller af kirgisisk oprindelse. Han er til daglig klubtræner for polske Vive Kielce. Dujsjebajev regnes for en af sin tids bedste håndboldspillere.

## Landshold
Dujsjebajev var en del af det russiske landshold, der blev verdensmestre i 1993 efter finalesejr over Frankrig. I 1995 blev han spansk statsborger, og spillede resten af sin landsholdskarriere på det spanske landshold.   

### OL
Dujsjebajev var med til fire olympiske lege som aktiv spiller. I 1992 i Barcelona stillede han op for SNG (det forenede hold af tidligere sovjetiske republikker), der vandt alle kampe i indledende pulje, dernæst 23-19 over Island i semifinalen, inden finalen blev en gentagelse af VM-finalen fra 1990 mellem Sovjetunionen og Sverige. Ved den lejlighed havde svenskerne vundet, men SNG fik ved OL revanche med en sejr på 22-20.
Ved OL 1996 i Atlanta var Dujsjebajev blevet spansk statsborger og stillede derfor op for Spanien. Holdet blev nummer to i sin indledende pulje og tabte derpå i semifinalen til Sverige med 25-20. I kampen om tredjepladsen vandt spanierne over Frankrig og sikrede sig derved bronzemedaljer.
I 2000 i Sydney blev spanierne nummer tre i indledende pulje, men da man her var begyndt at spille kvartfinaler, gik de videre. I kvartfinalen sejrede Spanien 27-26 over Tyskland, men i semifinalen blev det igen til nederlag mod Sverige. I kampen om tredjepladsen sejrede spanierne over Serbien og Montenegro med 26-22, og de modtog derfor igen bronzemedaljer.
Dujsjebajev spillede sit sidste OL i 2004 i Athen, og her blev Spanien nummer to i indledende pulje. Imidlertid tabte de i kvartfinalen til Tyskland og endte på en syvendeplads.
Ved OL 2016 i Rio de Janeiro var Dujsjebajev træner for Polens herrelandshold, der blev nummer fire i sin indledende pulje. I kvartfinalen slog holdet Kroatien, men i semifinalen tabte det til Danmark 28-29 efter forlænget spilletid. Polakkerne tabte derpå kampen om bronze til Tyskland og blev derfor nummer fire.